# Corispermum laxiflorum
Corispermum laxiflorum är en amarantväxtart som beskrevs av Alexander Gustav von Schrenk. Corispermum laxiflorum ingår i släktet lusfrön, och familjen amarantväxter. Inga underarter finns listade i Catalogue of Life.